# LG Prada
В мае 2007 года Prada объединила силы с производителем сотовых телефонов LG Electronics для создания телефона LG Prada (KE850). Телефон продавался за $800.
В 2009 году в Европе начались продажи KF900, второго поколения телефона. В телефоне была реализована поддержка стандарта 3G, а также новая QWERTY клавиатура-слайдер, которая хоть и сделала телефон больше, зато увеличила функциональность. Также телефон подключался к наручным часам Prada Link по технологии Bluetooth, так что владелец мог просматривать текстовые сообщения на дисплее часов.
В конце 2011 года вышло третье поколение LG Prada — Android-смартфон LG P940. Prada III выполнен в форм-факторе классического моноблока c 4,3-дюймовым TFT-сенсорным экраном NOVA High Brightness Display. Кроме стильного внешнего вида телефон отличается высоким уровнем технических характеристик: устройство оснащено двухъядерным процессором от Texas Instruments с частотой 1 ГГц, 8-Мп камерой с автофокусом и возможностью записи видео 1080р, 1 Гб оперативной и 8 Гб встроенной памяти (с возможностью подключения microSD), Bluetooth 3.0 и Wi-Fi.
LG Prada 3.0 — третий Android смартфон, созданный в сотрудничестве компании LG и дома моды Prada. Его отличительной особенностью стал минималистичный черно-белый дизайн — как корпуса, так и интерфейса. Фактура задней панели телефона копирует фактуру кожи Saffiano, созданной Prada. Позиционируется компанией как единственный на рынке элитный смартфон. Prada 3.0 от LG был представлен в ноябре 2011 года, в декабре 2011 года поступил в продажу в Корее, а с февраля 2012 — в России. Отзывы, в целом положительные, специалисты сходятся во мнении, что модель получилась не только стильной, но и функциональной.

## Технические особенности
Prada 3.0 от LG выполнен в формате сенсорного бесклавиатурного моноблока с емкостным экраном NOVA 4,3", покрытие — стекло Gorilla Glass. Сенсорный слой — емкостный, обрабатывает 10 одновременных касаний. Чувствительность очень высокая и сравнима с чувствительностью слоя в iPhone 4/4S. Толщина корпуса — 8,5 мм, что на 1,5 мм меньше, чем у LG Optimus 2X. Смартфон Prada 3.0 от LG оснащён процессором OMAP4430 1 GHz, 1GB RAM и 8GB встроенной памяти, которую можно увеличить с помощью слота microSD. Программное обеспечение — Android 2.3.7 со специально разработанным стильным черно-белым интерфейсом. Обновление до версии Ice Cream Sandwich 4.04 доступно со второго квартала 2012 года.